# Seidelbast
Die Pflanzengattung Seidelbast (Daphne) gehört zur Familie der Seidelbastgewächse (Thymelaeaceae). Die Gattung umfasst etwa 70 bis 92 Arten.
Seidelbast spielte eine Rolle in der frühen Geschichte des Papiers. Manche Arten und Sorten werden selten als Ziersträucher für naturnahe Gärten und Parks verwendet.

## Beschreibung

### Vegetative Merkmale

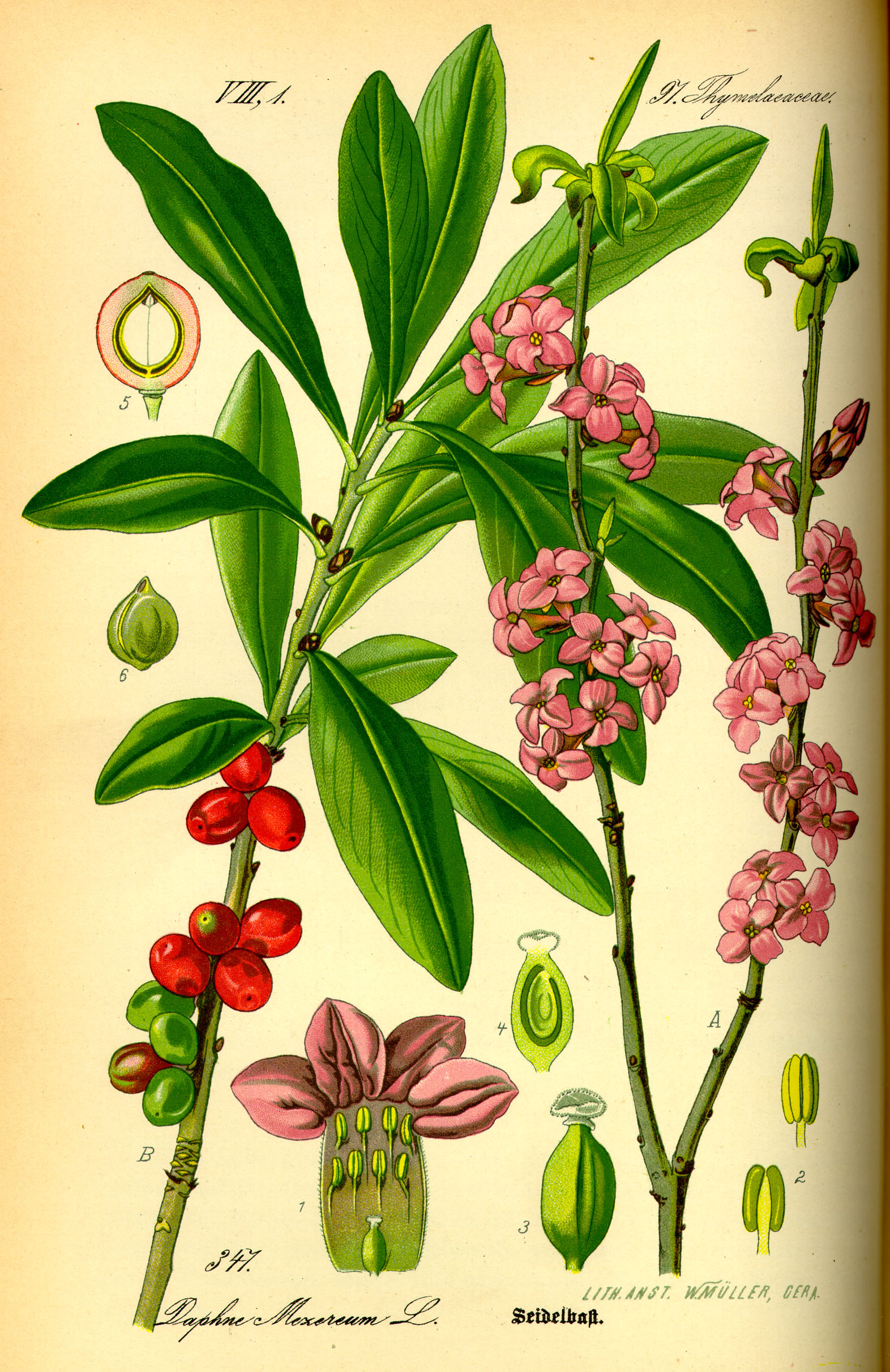
Illustration des Echten Seidelbast (Daphne mezereum)

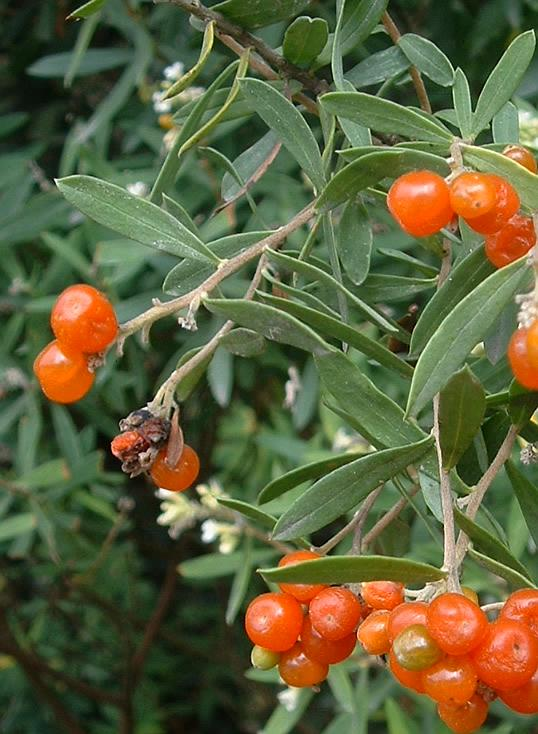
Früchte von Daphne gnidium

Die Seidelbast-Arten wachsen als laubabwerfende oder immergrüne Sträucher oder Halbsträucher. Die Rinde ist kahl oder flaumig behaart. Die meist wechselständigen, selten gegenständigen Laubblätter sind einfach und kurz gestielt.

### Blütenstände und Blüten
Die Blüten stehen in meist end-, selten seitenständigen, kopfigen, kurzen traubigen, rispigen oder ährigen Blütenständen zusammen. Bei Daphne mezereum gehen die Blüten (kauliflor) aus dem Stamm hervor. Manche Arten sind zweihäusig getrenntgeschlechtig (diözisch).
Die zwittrigen oder eingeschlechtigen Blüten sind vier- oder fünfzählig. Fast immer ist ein auffallender, freier Blütenbecher (Hypanthium) vorhanden. Die vier oder fünf Kelchblätter sind zylindrisch, glocken- bis trichterförmig verwachsenen mit vier oder fünf aufrechten oder ausgebreiteten Kelchzipfeln, die abwechselnd größer und kleiner sind. Nach einer zweiten Deutung ist keine Kelchröhre vorhanden, sondern der Blütenbecher ist röhrig bis glockig ausgebildet und die Kelch- und Staubblätter sind an seiner Spitze inseriert. Diese Blütenröhre kann je nach Art behaart oder kahl sein. Die Farben der Kelchblätter reichen von weiß über cremefarben bis gelb und rosafarben. Es werden keine Kronblätter ausgebildet. Es sind zwei Kreise mit je vier oder fünf Staubblättern vorhanden, die untereinander frei sind. Die entweder nur kurzen oder fehlenden Staubfäden ragen nicht aus der Kelchröhre heraus. Der mehr oder weniger ungestielte, eiförmige, oberständige Fruchtknoten ist einfächerig. Der kurze Griffel endet in einer kopfigen Narbe.

### Früchte und Samen
Die bei Reife sich meist rot oder gelb färbenden, einsamigen Früchte werden als harte oder trockene und ledrige Beeren oder Steinfrüchte gedeutet; sie sind manchmal vom Kelch umhüllt. Die Samen enthalten kein oder wenig Endosperm und einen Embryo mit zwei fleischigen Keimblättern (Kotyledonen). Die Samenschale (Testa) ist krustenartig.

## Giftigkeit
Hauptsächlich in der Rinde ist Daphnetoxin und in den Samen bis 0,1 % Mezerein enthalten. Die Giftaufnahme erfolgt durch Verschlucken, beim Menschen auch über die Haut möglich. Neben einem Zerfressen der Haut kommt es zu schweren Schäden der Niere, des Kreislaufs und des Zentralnervensystems. Maximal fünf Beeren erzeugen nur starke Reizungen. Der Verzehr von zehn Beeren kann für Kinder schon tödlich sein.
Aufgrund der toxischen Wirkung hatte der Seidelbast mit der Ausnahme der Homöopathie keine große Bedeutung in der Pflanzenheilkunde.
In England wurden die Beeren bei Durchfallerkrankungen von Pferden eingesetzt.

## Aberglaube
Eine volkskundliche Verwendung ist aus Waldshut-Tiengen belegt: Fuhrleute steckten Seidelbast, der an Mariae Himmelfahrt geweiht worden war, an den Hut, damit Hexen das Fuhrwerk nicht bannen konnten.

## Systematik und Verbreitung

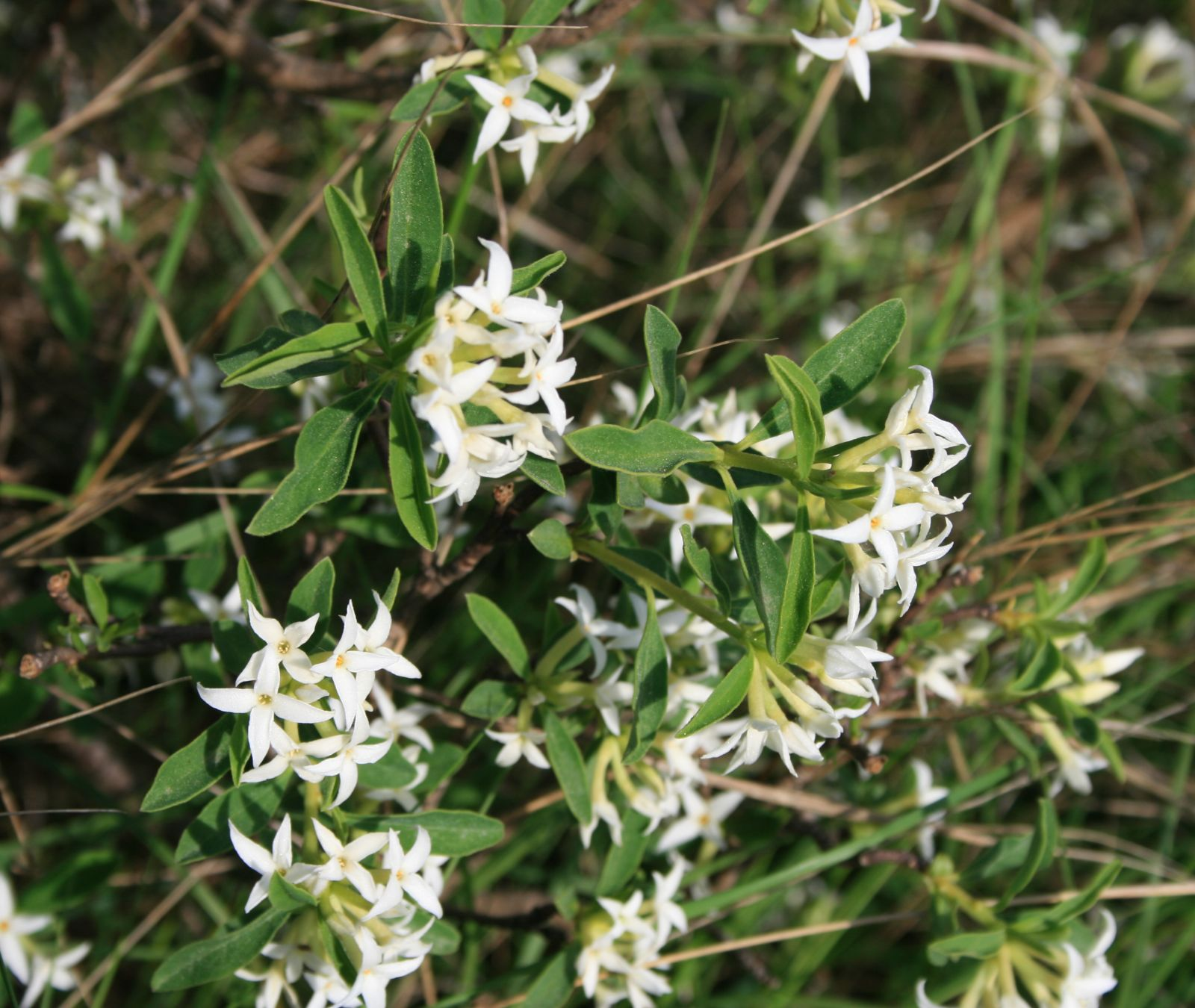
Alpen-Seidelbast (Daphne alpina)

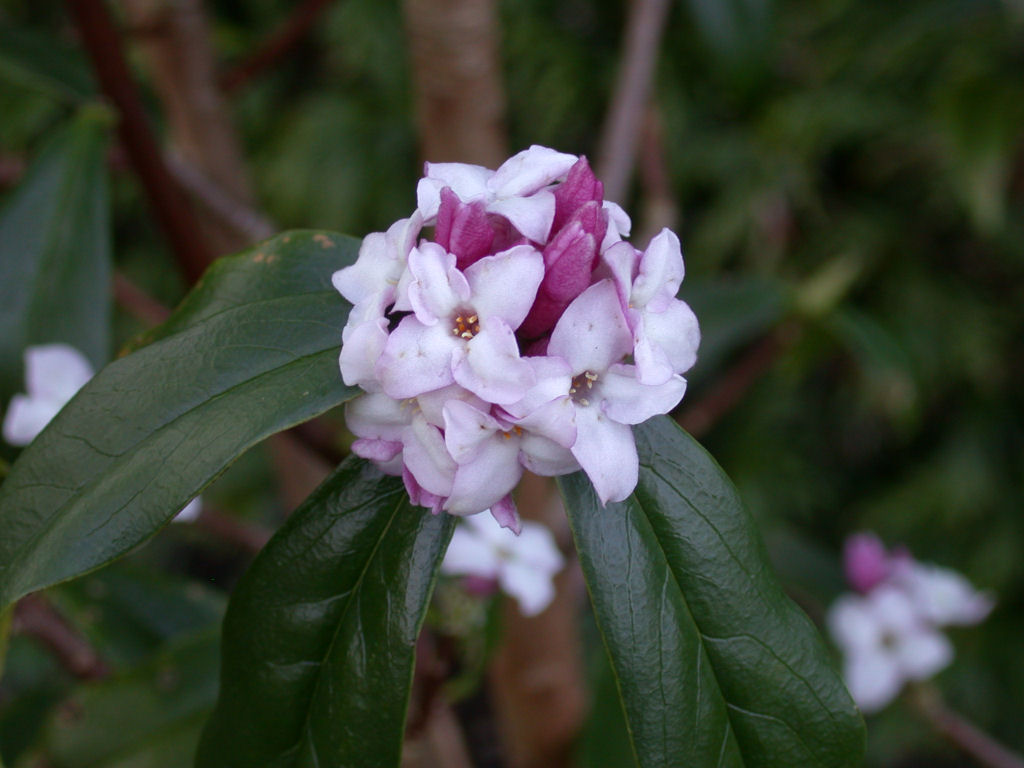
Daphne bholua

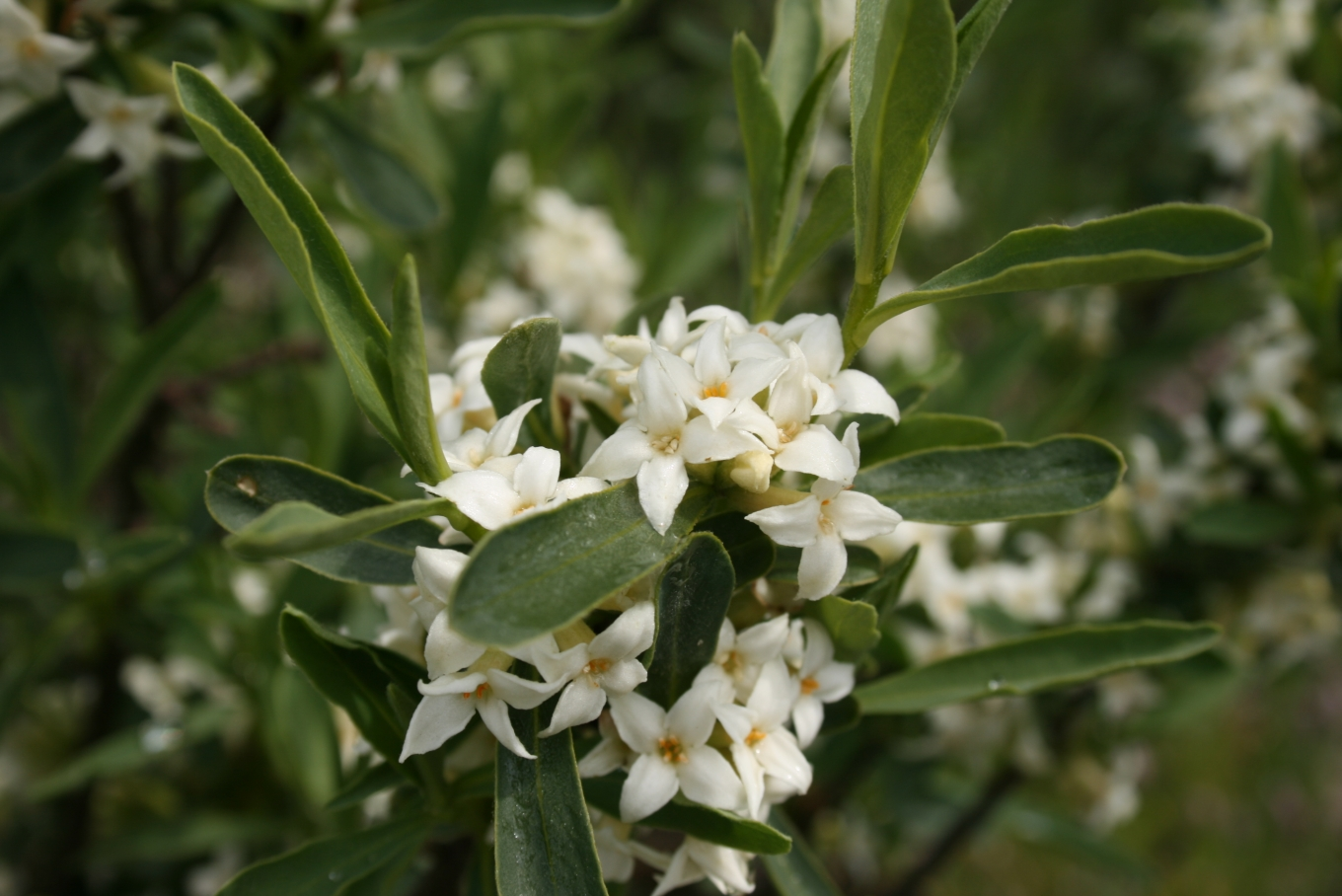
Kaukasischer Seidelbast (Daphne caucasica)

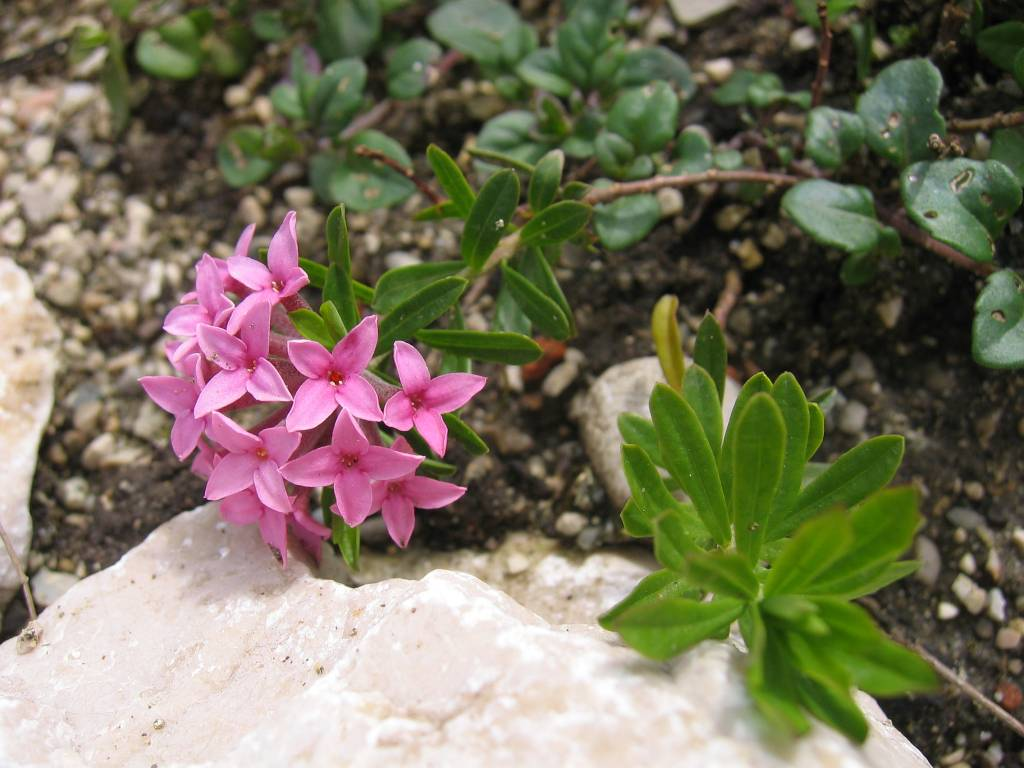
Rosmarin-Seidelbast (Daphne cneorum)

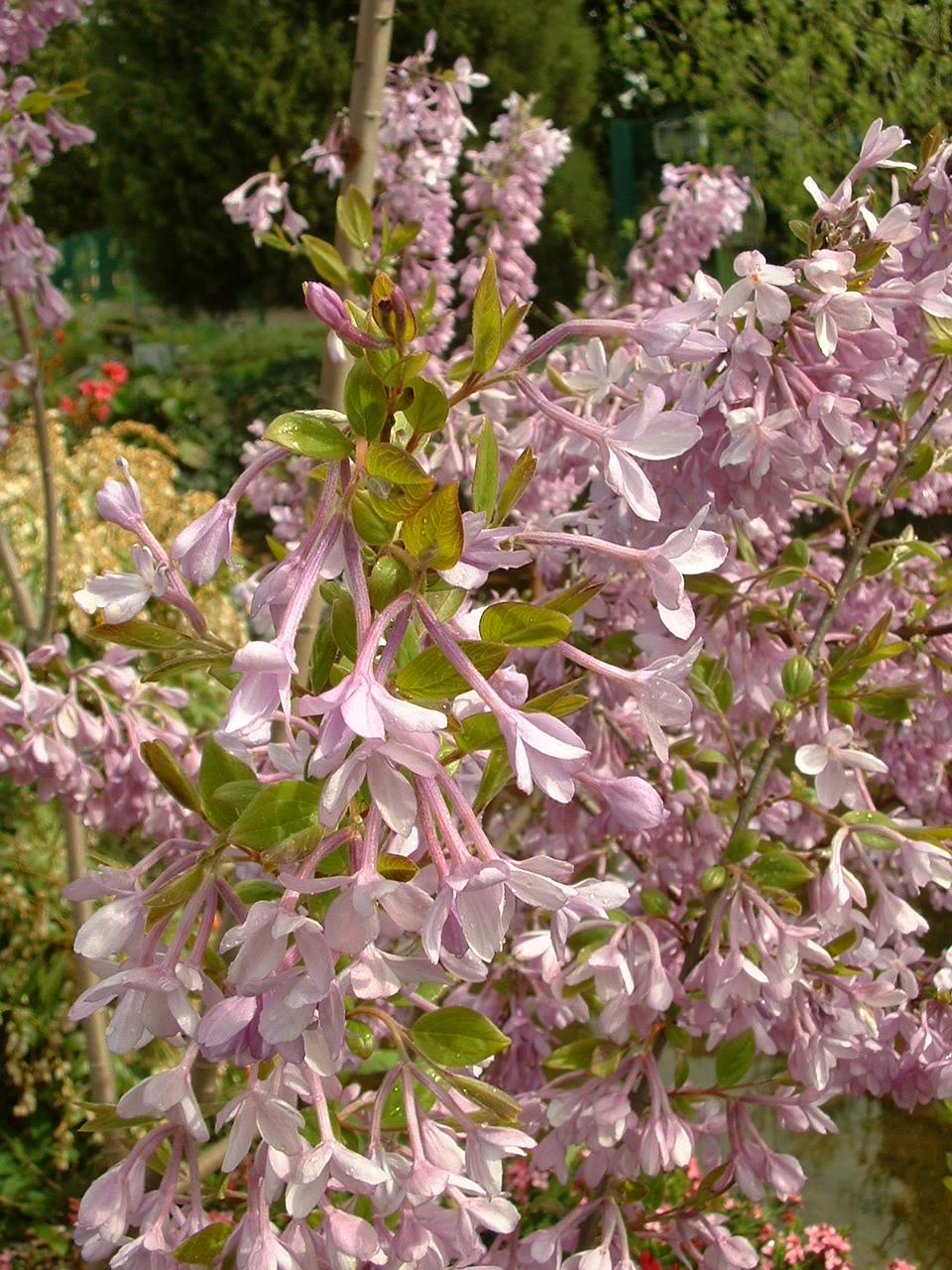
Daphne genkwa

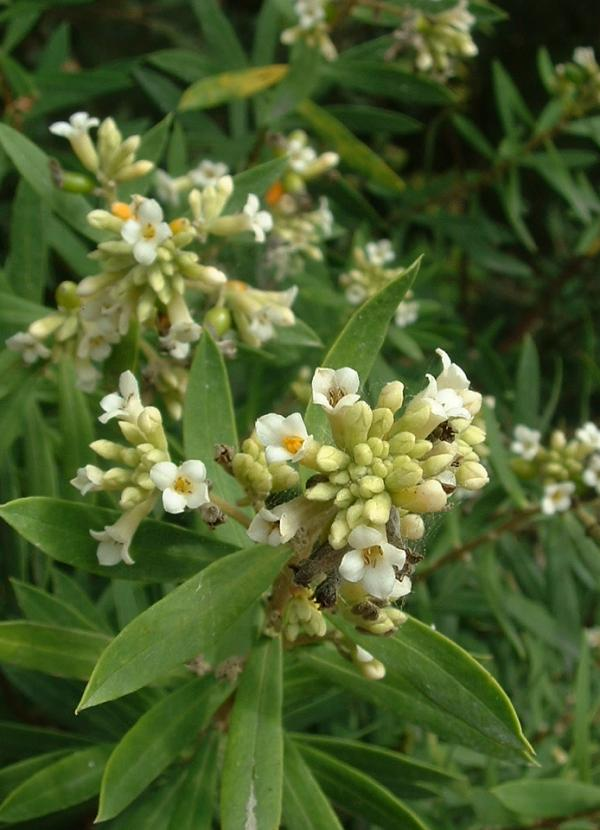
Herbst-Seidelbast (Daphne gnidium)

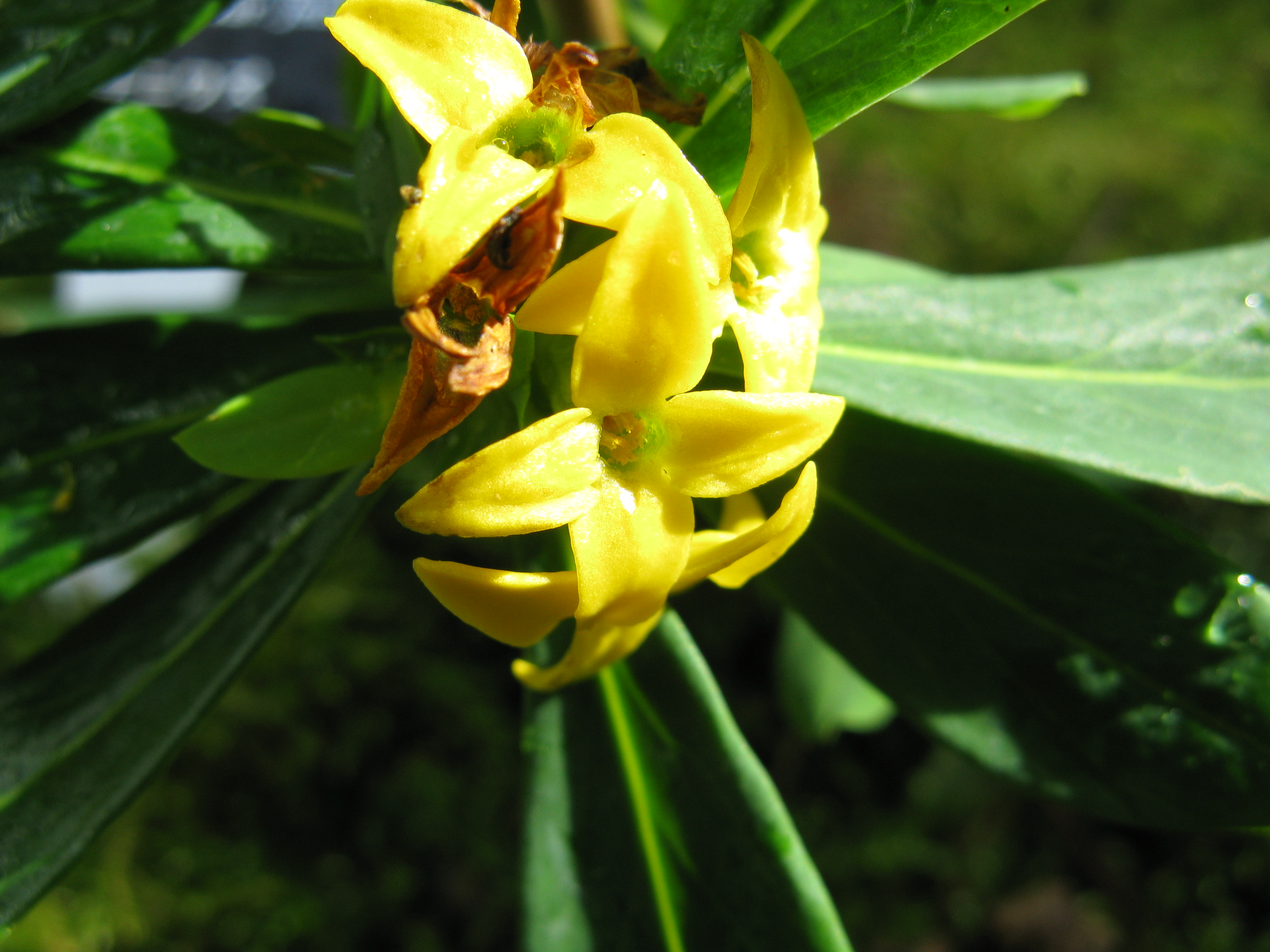
Nordjapanischer Seidelbast (Daphne jezoensis)

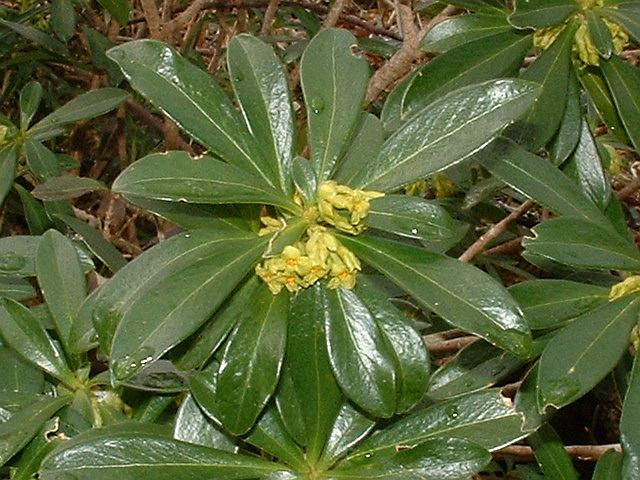
Lorbeer-Seidelbast (Daphne laureola)

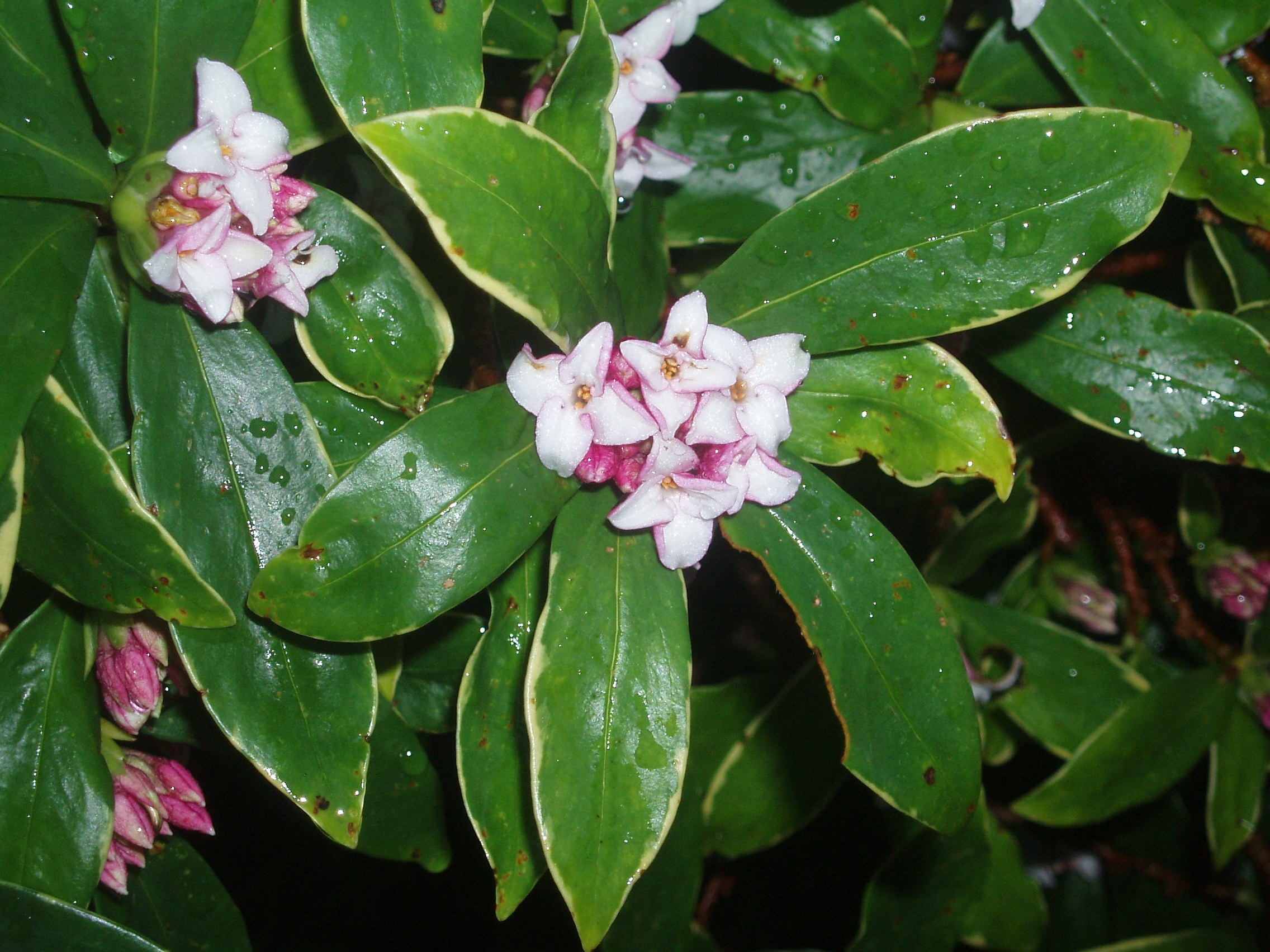
Daphne odora

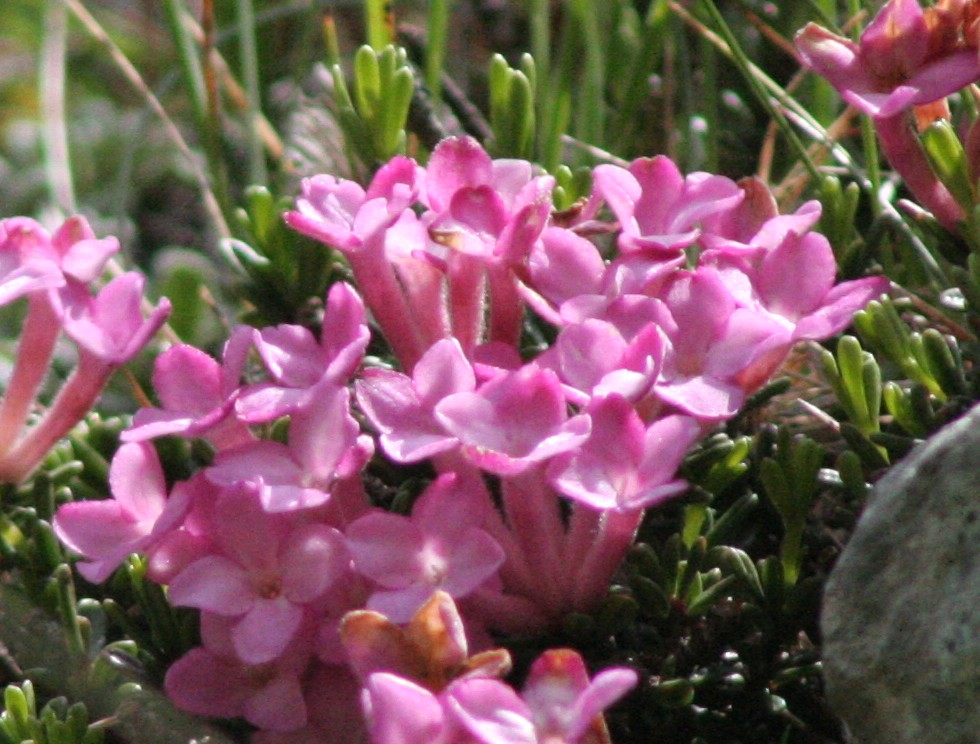
Felsen-Seidelbast (Daphne petraea)

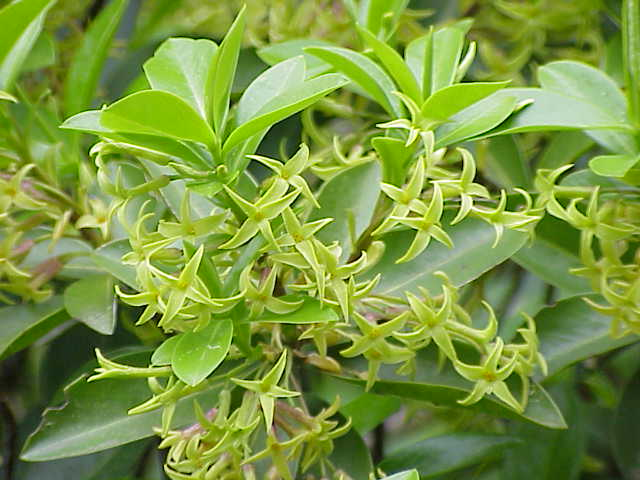
Pontischer Seidelbast (Daphne pontica)

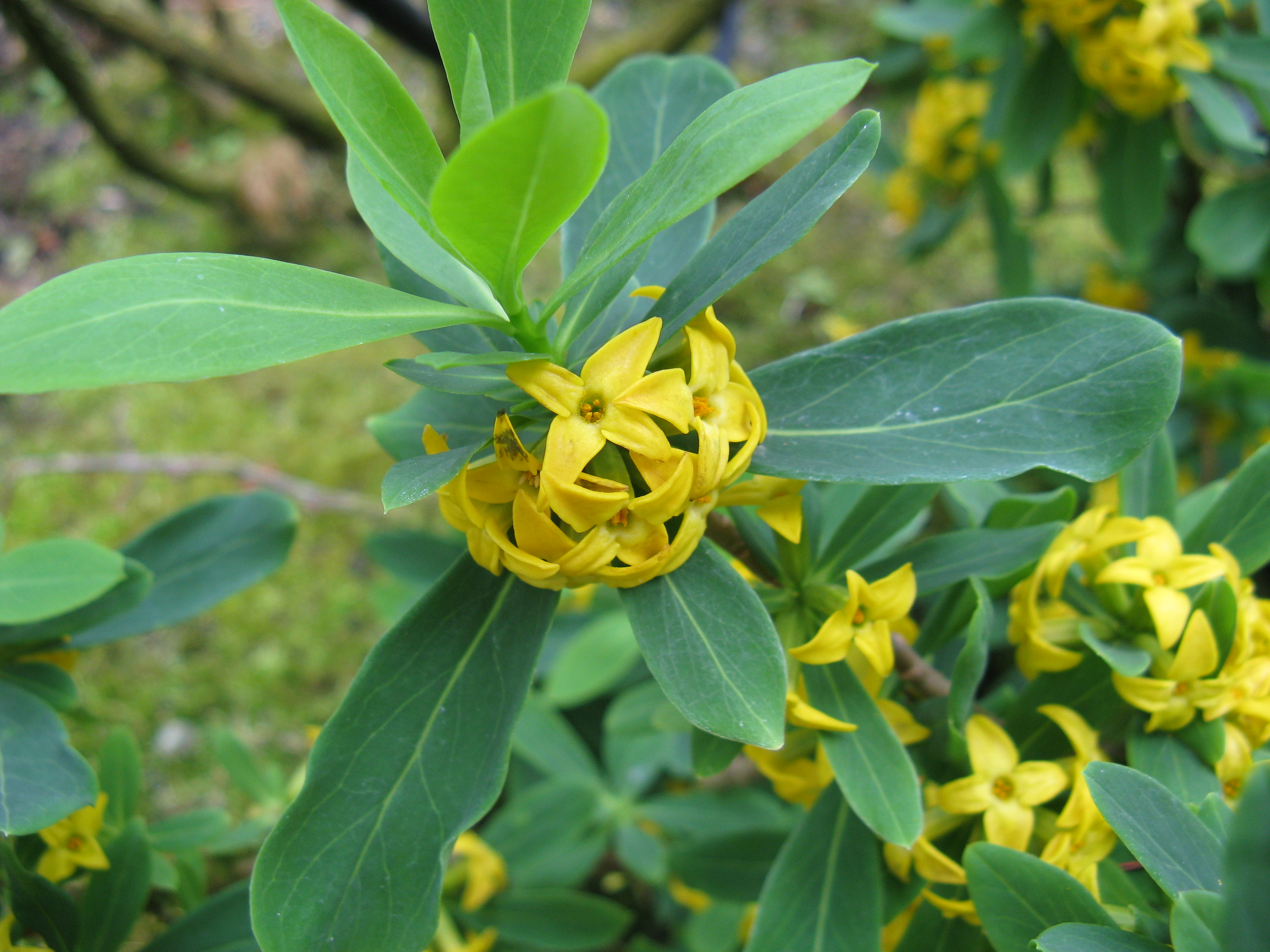
Daphne pseudomezereum

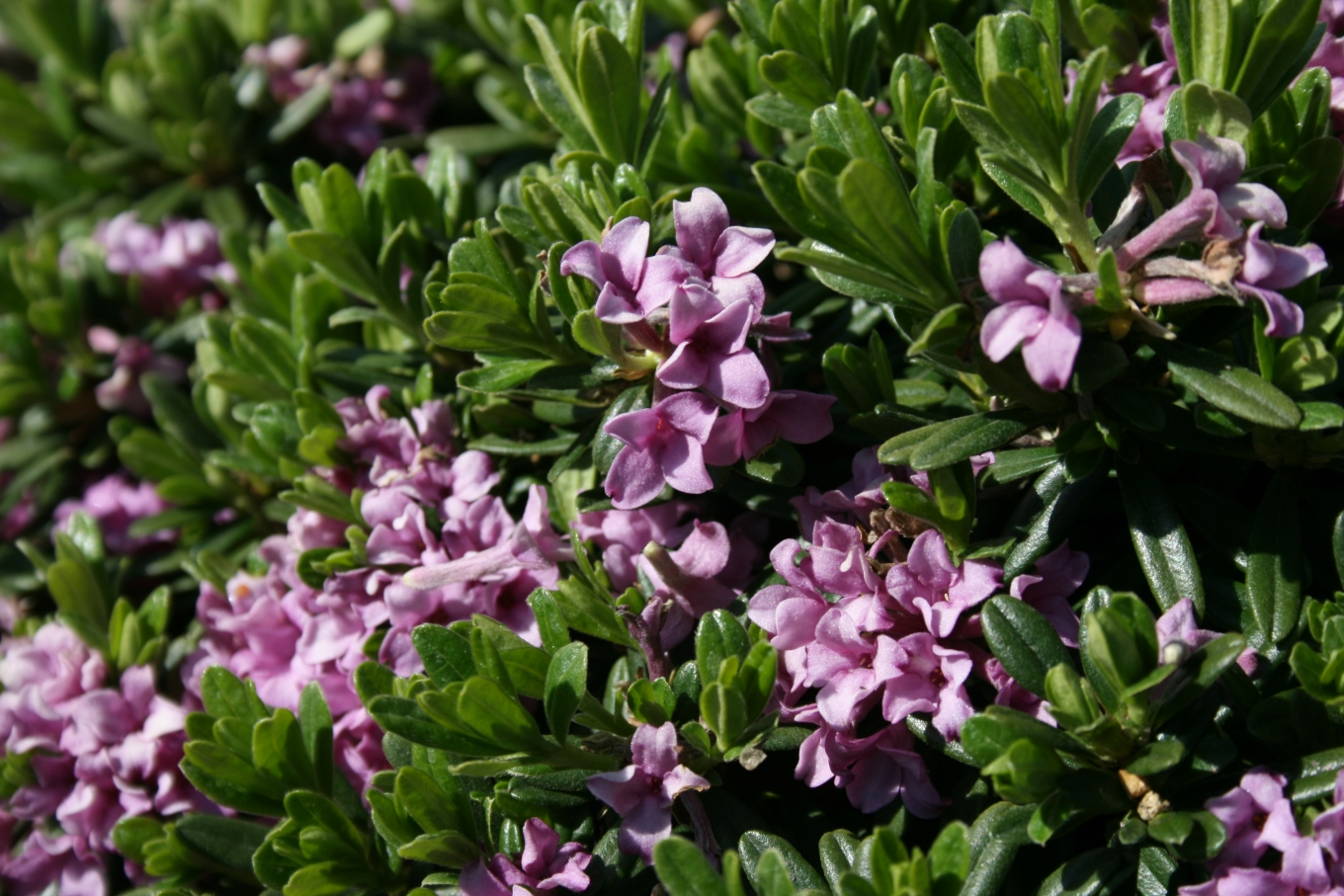
Berg-Seidelbast (Daphne sericea)

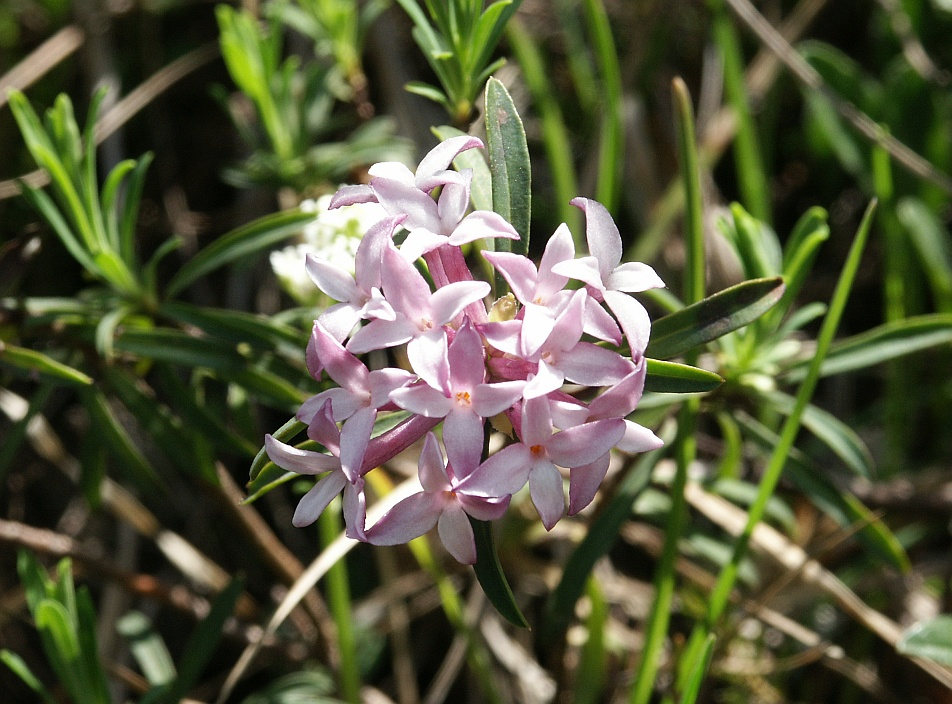
Gestreifter Seidelbast (Daphne striata)

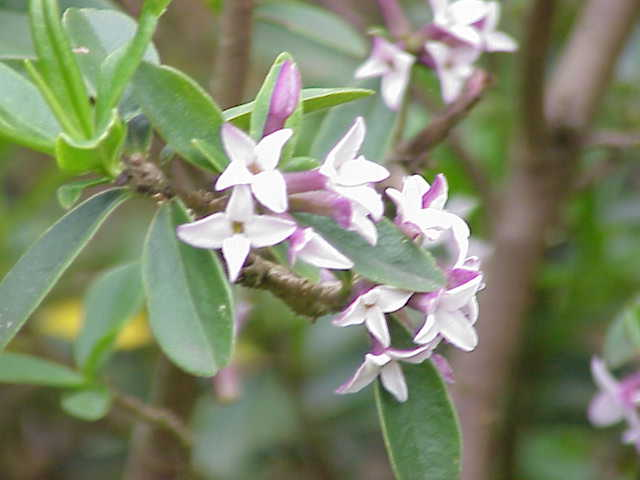
Daphne tangutica

Die Seidelbast-Arten sind über Eurasien verbreitet. 52 Arten kommen in China vor.
Die Erstveröffentlichung des Gattungsnamens Daphne erfolgte 1753 durch Carl von Linné in Species Plantarum, 1, S. 356. Typusart ist Daphne laureola L. Synonyme für Daphne L. sind Farreria I.B.Balfour & W.W.Smith ex Farrer, Pentathymelaea Lecomte und Scopolia L.
Der botanische Gattungsname Daphne leitet sich von der Nymphe Daphne her. Sie wurde von ihrem Vater Peneios in einen Lorbeerbaum verwandelt, um sie vor ihrem Verfolger Apollon zu schützen. Die Blätter einiger, früher auch als Laureola bezeichnete Seidelbast-Arten wie Lorbeer-Seidelbast ähneln denen des Lorbeerbaumes, daher erhielt die Gattung den Namen Daphne.

### Arten
Es gibt etwa 70 bis 92 Daphne-Arten (Auswahl):
- Daphne acutiloba Rehder: Die Art gedeiht in Wäldern in Höhenlagen zwischen 1400 und 3000 Meter in Hubei, Sichuan und Yunnan.
- Alpen-Seidelbast (Daphne alpina L.): Er kommt in Südeuropa, Nordafrika und Kleinasien vor.
- Altai-Seidelbast (Daphne altaica Pall.): Er kommt in Xinjiang, in der nordwestlichen Mongolei und Sibirien vor.
- Daphne angustiloba Rehder: Diese Art gedeiht in Bergwäldern in Höhenlagen zwischen 3000 und 5000 Meter im südwestlichen und westlichen Sichuan sowie in Myanmar.
- Bäumchen-Seidelbast (Daphne arbuscula Čelak.); diese Art kommt nur in der mittleren Slowakei an Kalkfelsen in Höhenlagen zwischen 900 und 1300 Metern vor
- Daphne arisanensis Hayata: Diese Art gedeiht in Wäldern nur auf Taiwan.
- Daphne aurantiaca Diels: Sie gedeiht in Wäldern und an Kalkfelsen in Höhenlagen zwischen 2600 und 3500 Meter im südwestlichen Sichuan und nordwestlichen Yunnan.
- Daphne axillaris (Merrill & Chun) Chun & C.F.Wei: Diese Art gedeiht in dichten Wäldern in Höhenlagen zwischen 600 und 900 Meter in Hainan.
- Daphne bholua Buch.-Ham. ex D.Don: Sie kommt mit zwei Unterarten in Xizang sowie im nordwestlichen Yunnan, in Bangladesch, Bhutan, Indien, Myanmar und Nepal vor.
- Königs-Seidelbast (Daphne blagayana Freyer): Er ist auf der Balkanhalbinsel beheimatet.
- Daphne brevituba H.F.Zhou ex C.Y.Chang: Dieser Endemit gedeiht in offenen Wäldern, mit Sträuchern bestandenen Hängen und an Felsen in Höhenlagen von etwa 2000 Meter im zentralen und nordwestlichen Yunnan (Heqing, Yimen).
- Kaukasischer Seidelbast (Daphne caucasica Pall.): Er ist im Kaukasus und Kleinasien beheimatet.
- Daphne championii Bentham: Diese Art gedeiht in Wäldern in Höhenlagen zwischen 200 und 700 Meter in Fujian, Guangdong, Guangxi, Guizhou, Hunan, Jiangsu und Jiangxi.
- Daphne chingshuishaniana S.S.Ying: Dieser Endemit gedeiht an mit Sträuchern bestandenen Hängen nahe der Berggipfel in Höhenlagen von etwa 2200 Meter nur im östlichen Taiwan (Hualien).
- Rosmarin-Seidelbast (Daphne cneorum L.): Er kommt in Mitteleuropa, im nordwestlichen Spanien, Italien und Osteuropa vor.
- Daphne depauperata H.F.Zhou ex C.Y.Chang: Diese Art gedeiht in dichten Wäldern in Höhenlagen zwischen 2000 und 3200 Meter im westlichen Yunnan.
- Daphne emeiensis C.Y.Chang: Dieser Endemit gedeiht in Wäldern und am Waldrand in Höhenlagen zwischen 800 und 1100 Meter in Sichuan (Emei Shan, Pingshan).
- Daphne erosiloba C.Y.Chang: Diese Art gedeiht an sonnigen Hängen in Höhenlagen zwischen 3200 und 3800 Meter im westlichen Sichuan.
- Daphne esquirolii H.Léveillé: Diese Art gedeiht in Tälern und an Hängen in Höhenlagen zwischen 700 und 2000 (selten bis zu 3400) Meter im südwestlichen Sichuan und nordöstlichen Yunnan.
- Daphne feddei H.Léveillé: Diese Art gedeiht in Wäldern und strauchigen Hängen in Höhenlagen zwischen 1800 und 2600 Meter in Guizhou, Sichuan und Yunnan.
- Daphne gemmata E.Pritzel: Diese Art gedeiht in Höhenlagen zwischen 400 und 1500(selten bis zu 1800) Meter im nordwestlichen und westlichen Sichuan sowie im nördlichen Yunnan.
- Daphne genkwa Sieb. & Zucc.: Das weite Verbreitungsgebiet liegt in China, Taiwan und Korea.
- Daphne giraldii Nitsche: Diese Art gedeiht an Waldrändern und offenen strauchigen Hängen in Höhenlagen zwischen 1600 und 3100 Meter in Gansu, Heilongjiang, Liaoning, Qinghai, Shanxi, Sichuan und Xinjiang.
- Daphne glomerata Lam.: Das Verbreitungsgebiet umfasst die nordöstliche Türkei und den Kaukasus.
- Daphne gnidioides Jaub. & Spach: Er ist im nordöstlichen Mittelmeerraum verbreitet.
- Herbst-Seidelbast (Daphne gnidium L.): Er kommt auf den Kanarischen Inseln, in Nordafrika, Südeuropa und Kleinasien vor.
- Daphne gracilis E.Pritzel; die Art kommt in China (Chongqing) in Höhenlagen zwischen 1000 und 1300 Metern vor
- Daphne grueningiana H.Winkler; die Art kommt in China (Anhui, Zhejiang) in Höhenlagen zwischen 300 und 400 Metern vor
- Daphne hekouensis H.W.Li & Y.M.Shui: Diese erst 2008 beschriebene Art ist ein Endemit in Hekou in Yunnan in einer Höhenlage von etwa 690 Metern
- Daphne holosericea (Diels) Hamaya; die Art kommt in China (Sichuan, SE Xizang, W Yunnan) in Höhenlagen zwischen 3000 und 3600 Metern vor
- Daphne involucrata Wall.; die Art kommt in Bhutan und Indien vor
- Jasminähnlicher Seidelbast (Daphne jasminea Sm.): Er ist in Griechenland beheimatet.
- Nordjapanischer Seidelbast (Daphne jezoensis Maxim., Syn.: Daphne kamtschatica var. jezoensis (Maxim.) Ohwi): Er kommt auf den Kurilen, Sachalin und auf den japanischen Nordinseln vor
- Daphne jinyunensis C.Y.Chang; die Art kommt in China (Chongqing) vor
- Daphne jinzhaiensis D.C.Zhang & J.Z.Shao; die Art kommt in China (Anhui) vor
- Daphne kamtschatica Maxim.: Die Art kommt in Ostasien (Russland, Korea) vor
- Daphne kiusiana Miq.: Die Art ist in Japan beheimatet.
- Daphne laciniata Lecomte; die Art kommt in China (Yunnan) in Wäldern in Höhenlagen zwischen 1000 und 1500 Metern vor
- Lorbeer-Seidelbast (Daphne laureola L.): Das Verbreitungsgebiet umfasst Nordafrika, den Mittelmeerraum, Westeuropa und die Azoren. Mit den Unterarten:
  - Daphne laureola L. subsp. laureola
  - Daphne laureola subsp. philippii (Gren. & Godr.) Rouy (Syn.: Daphne laureola var. philippii (Gren. & Godr.) Meisn., Daphne philippii Gren. & Godr.)
- Daphne leishanensis H.F.Zhou ex C.Y.Chang; die Art kommt in China (Guizhou) in Höhenlagen zwischen 900 und 1200 Metern vor
- Daphne limprichtii H.Winkler; die Art kommt in China (Südwest-Gansu, West-Sichuan) in Höhenlagen zwischen 3000 und 4400 Metern vor
- Daphne longilobata (Lecomte) Turrill (Syn.: Daphne altaica var. longilobata Lecomte); die Art kommt in China (Südwest-Sichuan, Ost-Xizang, Nordwest-Yunnan) in Höhenlagen zwischen 1600 und 3500 Metern vor
- Daphne longituba C.Y.Chang; die Art kommt in China (Nordost-Guangxi) in Höhenlagen zwischen 1000 und 1200 Metern vor
- Daphne macrantha Ludlow; die Art kommt in China (Nordost-Xizang) in Höhenlagen von 4200 bis 4300 Metern zwischen Felsen vor
- Echter Seidelbast oder Kellerhals (Daphne mezereum L.): Das weite Verbreitungsgebiet umfasst Europa, den Kaukasus, Sibirien und den Altai.
- Daphne miyabeana Makino: Er kommt in Japan (Hokkaido, Honshu) vor
- Daphne modesta Rehder; die Art kommt in China (West-Sichuan, Yunnan) in Höhenlagen zwischen 2100 und 2900 Metern vor
- Daphne morrisonensis Chang; die Art kommt in Taiwan (Jiayi) vor
- Daphne mucronata Royle; die Art kommt in Westasien vor
- Daphne myrtilloides Nitsche; die Art kommt in China (Gansu, Shaanxi, Shanxi) vor
- Daphne nana Tagawa; die Art kommt in Ost-Taiwan (Hualian) vor
- Daphne odora Thunb.; die Heimat der Art ist vielleicht China oder Japan
- Ölbaumähnlicher Seidelbast (Daphne oleoides Schreb., Syn.: Daphne buxifolia Vahl): Er kommt vom Mittelmeerraum bis zum nördlichen Iran vor.
- Daphne pachyphylla D.Fang; die Art kommt in Südostchina (West-Guangxi) in Höhenlagen von 1200 bis 1300 Metern vor
- Daphne papyracea Wall. ex Steud. (Syn.: Daphne odora auct.): Die Art kommt in Indien, Pakistan, Nepal und China (Guangdong, Guangxi, Guizhou, Hubei, Hunan, Sichuan, Yunnan) vor
- Daphne pedunculata H.F.Zhou ex C.Y.Chang; die Art kommt in China (Südost-Yunnan) vor
- Daphne penicillata Rehder; die Art kommt in China (Sichuan) in Höhenlagen von 1200 bis 2500 Metern vor
- Felsen-Seidelbast (Daphne petraea Leyb.): Dieser Endemit kommt nur im Umkreis des Gardaseegebietes vor.
- Pontischer Seidelbast (Daphne pontica L.): Das Verbreitungsgebiet reicht von Südosteuropa, und dem Kaukasus bis Kleinasien.
- Daphne pseudomezereum A.Gray; die Art kommt in China (Jilin, Liaoning), Korea und Japan vor
- Daphne purpurascens S.C.Huang; die Art kommt in China (Xizang) in Höhenlagen von 2600 bis 3100 Metern vor
- Daphne retusa Hemsl.: Er ist in China (Gansu, Hubei, Qinghai, Shanxi, Sichuan, Xizang, Yunnan) in Höhenlagen von 3000 bis 3900 Metern, in Nepal, Indien und Bhutan beheimatet.
- Daphne rhynchocarpa C.Y.Chang; die Art kommt in China (Südwest-Yunnan) in Höhenlagen um 2500 Meter vor
- Daphne rosmarinifolia Rehder; die Art kommt in China (Südwest-Gansu, Südost-Qinghai, Nordwest- und West-Sichuan, Yunnan) und in Myanmar vor
- Berg-Seidelbast (Daphne sericea Vahl, Syn.: Daphne collina Dicks. ex Sm.): Er kommt im östlichen Mittelmeerraum vor.
- Gestreifter Seidelbast oder Kahles Steinröschen (Daphne striata Tratt.): Die Heimat sind die Alpen.
- Daphne sureil W.W.Sm. & Cave: Die Art kommt in China (Xizang), Indien, Bangladesch, Nepal und Bhutan vor
- Daphne tangutica Maxim.: Die Art kommt in China (Chongqing, Gansu, Guizhou, West-Hubei, Qinghai, Shaanxi, Shanxi, Sichuan, Xizang, Yunnan) in Höhenlagen von 1000 bis 3800 Metern vor
- Daphne taylorii Halda; die Art kommt in China (Xizang) in Höhenlagen um 3500 Meter vor
- Daphne tenuiflora Bureau & Franchet; die Art kommt in China (Südwest-Sichuan, Nordwest-Yunnan) in Höhenlagen zwischen 2700 und 3500 Metern vor
- Daphne tripartita H.F.Zhou ex C.Y.Chang; die Art kommt in China (Südwest-Sichuan, Nordwest-Yunnan) in Höhenlagen zwischen 2700 und 3000 Metern vor
- Daphne wangeana (Hamaya) Halda; die Art kommt in China (Südost-Xizang) vor
- Daphne xichouensis H.F.Zhou ex C.Y.Chang; die Art kommt in China (Südost-Yunnan) in Höhenlagen von 1500 bis 1800 Metern vor
- Daphne yunnanensis H.F.Zhou ex C.Y.Chang; die Art kommt in China (Südwest-Yunnan) vor.

Nicht mehr zur Gattung gehören:
- Daphne gardneri Wall. → Edgeworthia gardneri (Wall.) Meisn.
- Daphne indica L. → Wikstroemia indica (L.) C.A.Mey.
- Daphne squarrosa L. → Gnidia squarrosa (L.) Druce

### Hybriden
Es sind eine Reihe von Hybriden bekannt (Auswahl):
- Daphne ×burkwoodii Turrill (= Daphne caucasica × Daphne cneorum)
- Daphne ×neapolitana G. Lodd. (= Daphne sericea × Daphne cneorum)
- Daphne ×houtteana Planch. ex Lindl. & Paxton (= Daphne laureola × Daphne mezereum)
- Daphne ×hybrida J. Coville ex Sweet (= Daphne collina × Daphne odora)
- Daphne ×transatlantica C. D. Brickell & A. R. White (= Daphne collina × Daphne caucasica)

## Belege
- Yinzheng Wang, Michael G. Gilbert, Brian F. Mathew, Christopher Brickell: Daphne. In: Flora of China. Volume 13, S. 230. (online) (Abschnitt Beschreibung, Verbreitung und Systematik)